# Taskmaster
Taskmaster, conocido en España como Supervisor, cuyo nombre de nacimiento es Anthony "Tony" Masters, es un personaje ficticio que aparece en los cómics publicados por Marvel Comics. Creado por el escritor David Michelinie y el artista George Pérez, el personaje hizo su debut en The Avengers # 195 (mayo de 1980). Poseedor de reflejos fotográficos que le permiten imitar cualquier estilo de lucha, en sus inicios se ha desempeñado como enemigo de Los Vengadores hasta que con el tiempo se consideró el archienemigo de Deadpool. Por lo general, se le representa como un mercenario contratado por numerosas organizaciones criminales para actuar como instructor de entrenamiento.
El personaje ha sido adaptado de los cómics a varias formas de medios, incluidas varias series de televisión animadas, videojuegos y películas. Taskmaster llamada Antonia Dreykov hace su aparición en la película del Universo cinematográfico de Marvel para Black Widow (2021), interpretada por Olga Kurylenko, es el villano de la Viuda Negra en una versión femenina, también regresó en la película  Thunderbolts* (2025).

## Historial de publicaciones
Taskmaster apareció por primera vez brevemente en The Avengers # 195 (mayo de 1980), creado por el escritor David Michelinie y el artista George Pérez. haciendo su debut completo en Avengers # 196 (junio de 1980).
Así mismo, apareció en su propia serie limitada Taskmaster # 1–4 (2002), que fue seguido por un papel secundario en el Agente X # 1–15 (2002–2003). El personaje continuó destacándose en Avengers: The Initiative como personaje secundario en # 8–19 (2008–2009) y Avengers: The Initiative Annual # 1 (2008) y luego como personaje central en # 20–35 (2009). –2010) durante las historias de Dark Reign y Siege. Age of Heroes # 3 (2010) proporcionó el prólogo de la segunda serie limitada de Taskmaster, vol. 2 # 1–4 (2010–2011). En 2011, Taskmaster consiguió su primera novela gráfica en solitario que recopilaba una historia de cuatro números: Taskmaster: impensable.
Tras el relanzamiento de la línea editorial en julio de 2012, Marvel NOW!, Taskmaster se unió a un nuevo equipo de Vengadores secretos, junto a otros héroes como Agente Venom, Capitán América o Viuda Negra, entre otros.

## Biografía del personaje
Taskmaster es una misteriosa figura (rara vez se ve su cara) de la que se cree que nació en el Bronx (New York City, USA). Tiene la capacidad de imitar los movimientos físicos de cualquiera que sea testigo; los escritores difieren sobre si esto cuenta como un "superpoder". Afirma que ha tenido esta habilidad desde la infancia. Trabaja como instructor de combate y entrena a otros para que se conviertan en lacayos de otros villanos al utilizar las técnicas que ha aprendido de su observación de los superhéroes y participa en trabajos mercenarios de vez en cuando. Inicialmente interpretado como un villano, también se le ha enseñado a entrenar al U.S. Agent y otros superhéroes neófitos a instancias del gobierno de EE. UU. Un mercenario, no tiene ideología, excepto la de su empleador. Debido a su habilidad para imitar las técnicas y el arsenal de otros héroes y villanos, Taskmaster ha sido utilizado ocasionalmente para hacerse pasar por otros personajes.
Tony Masters demostró habilidades inusuales durante la infancia. Después de ver un show de vaqueros en la televisión, se encontró capaz de duplicar los sofisticados trucos de cuerda que acababa de ver al vaquero. Los psiquiatras, llamados a petición de la madre, determinaron que el niño tenía una forma de memoria fotográfica que llamaron "reflejos fotográficos". Empleó su poder varias veces durante su juventud para su beneficio personal, sobre todo cuando se convirtió en un mariscal de campo estrella de su equipo de fútbol de la escuela secundaria después de ver un partido de fútbol profesional. Después de la graduación, consideró brevemente una carrera como luchador contra el crimen, pero optó por ser un criminal profesional, que percibió como mucho más lucrativo.
Luego comenzó un programa de observación de las técnicas de lucha de un gran número de héroes y villanos disfrazados (utilizando transmisiones de noticias de televisión de archivo). Inicialmente usó sus habilidades de combate para ejecutar varios grandes robos exitosos, pero no se había anticipado adecuadamente los peligros involucrados. Decidió usar su capital robado para establecer un centro para entrenar a los aspirantes a delincuentes a convertirse en pulidos profesionales. Su objetivo era convertirse en proveedor de organizaciones criminales de todo el mundo.
Diseñando un disfraz con una capucha blanca y una máscara de calavera, tomó el nombre de "Taskmaster" y comenzó a entrenar a un gran número de matones en las academias criminales que había creado en los Estados Unidos. Sin embargo, su existencia finalmente se reveló cuando Pernell Solomon usó el Instituto Solomon para los Criminales Locos (un frente para una de estas academias) usó los recursos de la escuela para crear un clon de sí mismo cuando el administrador requiere una donación de órganos debido a que poseía una raro tipo de sangre; el clon (descubriendo su destino) logró contactar a los Vengadores. Taskmaster capturó a Yellowjacket, Avispa y Ant-Man cuando los Vengadores invadieron las instalaciones; pero los Vengadores lo siguieron, exponiendo su operación frontal. Taskmaster se defendió contra el Capitán América y Iron Man, sin embargo, se vio obligado a huir después de una confrontación con Yocasta ya que su falta de experiencia con las habilidades de Yocasta hacía imposible predecir el próximo movimiento del robot. Taskmaster más tarde estableció una nueva academia de entrenamiento en Manhattan, donde luchó contra Spider-Man y Ant-Man, y luego escapó. Más tarde utilizó una feria ambulante como base móvil, donde luchó contra Hawkeye y Ant-Man, y luego escapó de nuevo. Luego entrenó secuaces para el Black Abbott. Junto a Black Abbott, luchó contra Spider-Man y Nómada, y escapó una vez más.
Al decidir seguir explorando el uso de un circo como frente para su academia, Taskmaster se hizo cargo de otro equipo pequeño, y lo usó durante muchos meses con gran éxito. Sin embargo, mientras jugaba en una pequeña ciudad en Ohio, Thing y Vance Astrovik (quienes más tarde tomarían el nombre de Justicia) ayudaron a un agente del gobierno a frustrar las actividades de Taskmaster. Mientras escapaba, Taskmaster fue capturado por un grupo de agentes del Servicio Secreto de EE. UU. y puesto bajo custodia. Hay razones para creer que Red Skull estuvo detrás de la captura de Taskmaster, ya que un grupo de hombres normales pudieron capturarlo. A través de Douglas Rockwell (el jefe del presidente de Comisión de Actividades sobrehumanas), el Sr. Smith organizó que Taskmaster entrenara a John Walker para que pareciera ser el verdadero Capitán América. Con el fin de ocultar la participación de Red Skull, Rockwell hizo que la Comisión elaborará un acuerdo para que le quitaran años de la sentencia de Taskmaster a cambio de entrenar a Walker. Después de que Taskmaster entrenó con éxito a Walker, Red Skull hizo los arreglos para que escapara del centro de detención de la Comisión para que pudiera continuar entrenando lacayos y al propio Red Skull.
Tras escapar de las autoridades, instaló una base en un cementerio abandonado en Brooklyn, donde luchó contra Spider-Man y luego escapó. Taskmaster luego compitió en un concurso contra Tombstone, donde luchó contra Daredevil y The Punisher.
Los alumnos más hábiles, exitosos y notables de Taskmaster incluyen personajes como Crossbones y Cuttroat (ambos secuaces de Red Skull), U.S. Agent, Hauptmann Deutschland, Diamondback (la única novia del Capitán América), Spymaster, Spider-Woman y Agente X. Por otro lado, Taskmaster también capacita a muchos de sus estudiantes para que se desempeñen como secuaces de bajo costo y carne de cañón. En sus primeras apariciones, Taskmaster menciona poner las drogas para reducir el intelecto en la dieta de sus estudiantes. También enviaba rutinariamente a grupos de sus estudiantes más decepcionantes para que sirvieran como "compañeros de entrenamiento" para Red Skull, enfrentando a varios de ellos a la vez y matándolos a todos (Hauptmann Deutschland se infiltró en la academia y usó una de esas sesiones como una oportunidad para secuestrar a Red Skull). También ha empleado a otros supervillanos, como cuando contrató a Anaconda como instructor de calistenia de su academia.
En otra ocasión, Taskmaster fue contratado por Triune Understanding, un grupo religioso que organiza en secreto una campaña de difamación para pintar a los Vengadores como intolerantes a la religión y la raza, para organizar un ataque en una instalación de Triune. Haciéndose pasar por el Capitán América, se contactó con Warbird, Ant-Man, Silverclaw y Capitán Marvel, afirmando que necesitaba su ayuda para destruir un edificio Triune que contenía una máquina de control mental. A pesar de que vieron a través de su engaño y posteriormente lo derrotaron, gracias a la transformación del Capitán Marvel en Rick Jones a unos milisegundos de Taskmaster, lo que provocó un cambio completo de ataque antes de que Taskmaster pudiera reaccionar: el edificio fue destruido en la batalla subsiguiente y Taskmaster escapó, dejando a los héroes sin evidencia de su historia.
Taskmaster continuó entrenando a numerosos villanos y matones hasta que los Vengadores comenzaron a buscar y cerrar algunas de sus academias en los Estados Unidos. Taskmaster comenzó a pasar más tiempo trabajando como mercenario para compensar la pérdida de ganancias. Esto lo llevó a unirse a la Agencia X a instancias de su interés amoroso Sandi Brandenberg, en misiones de vez en cuando, mientras continuaba enseñando en sus academias de todo el mundo. Más recientemente, Taskmaster es visto una vez más como un mercenario contratado, contratado por el Comité para matar al Caballero Luna (Marc Spector). Taskmaster fue engañado con información de que el Caballero Luna estaba destrozado, sin amigos y deseando la muerte. Durante el conflicto, todos estos factores demostraron ser falsos cuando la exnovia y el mayordomo de Marc acudieron en defensa de Spector y encontraron la voluntad de contraatacar. A pesar de sus habilidades de combate superiores, Taskmaster fue derrotado. Caballero Luna luego cortó parte de la mascarilla de Taskmaster, aunque lo dejó vivo.
Taskmaster también trabajó en la formación de secuaces para copiar los estilos de lucha de héroes específicos. Taskmaster lanzó Death-Shield (entrenado para pelear como el Capitán América), Jagged Bow (entrenado para pelear como Hawkeye), y Blood Spider (entrenado para pelear como Spider-Man) para enfrentar a Spider-Man y Solo. Los tres fueron derrotados, mientras Taskmaster escapó una vez más.
Cuando estalló la Guerra Civil, Taskmaster fue contratado por el gobierno y se inscribió en un equipo de Thunderbolts y se le otorgó una amnistía temporal para acabar con los Vengadores Secretos. Más tarde lucha contra los Vengadores Secretos en Nueva York. Intenta matar a Susan "Sue" Storm, solo para que Reed Richards tome la bala. Enfurecida, Sue lo aplasta con un campo telekinético invisible, dejándolo inconsciente. Fue enviado a la prisión de la Zona Negativa con los otros miembros de las "Grandes Ligas" del ejército de Thunderbolts como Lady Deathstrike, pero aparentemente fue liberado por Deadpool. Para recuperar su propia reputación como mercenario, Deadpool libera a Taskmaster de su encarcelamiento para tener un enfrentamiento con él mientras los posibles contratistas de mercenarios observaban desde su posición de cautivo en una prisión cercana. Taskmaster es referido de nuevo como Tasky por Deadpool, y se produce una pelea entre él y el esposado Deadpool. Él menciona su ética profesional, pero esto simplemente se reduce a decidir simplemente mutilar a su oponente en lugar de matarlo. Al final, es derrotado por Deadpool que, a pesar de la victoria, no logra impresionar a su audiencia cautiva. Después de recibir las gracias por dejarlo ganar, Taskmaster le dice a Deadpool que no lo había dejado ganar, "La verdad es que... Eres tan bueno. Siempre has sido tan bueno. Eso no te servirá una taza de café. hasta que descubras cómo ser un profesional..." Taskmaster recibió un completo perdón presidencial por sus esfuerzos en poner a prueba la seguridad del helicarrier de S.H.I.E.L.D., en el que pudo intervenir y ubicar a la subdirectora Maria Hill en sus miras aunque se le permitió irse, un mensaje amenazador que se dejó en el baño privado de Hill reveló que si alguna vez lo deseaba, infiltrarse en S.H.I.E.L.D. no sería una tarea difícil.
Taskmaster reemplaza a Gauntlet como instructor de simulacros de Camp Hammond y tiene la tarea de capacitar a superhéroes registrados para la Iniciativa de los cincuenta estados. Taskmaster también estaría involucrado en el proceso de clonación de MVP introduciendo (a través de la tecnología) el conjunto de movimientos original para las Arañas Escarlatas, así como el conjunto de movimientos de Spider-Man.
Deadpool contrata a Taskmaster para ayudar a su viejo enemigo y amigo ocasional a derrotar a los Thunderbolts. Disfrazado como Deadpool, es capturado y está a punto de ser decapitado cuando el verdadero Deadpool lo salva. Deadpool finalmente le paga, pero expresa su molestia por haber sido pagado desde un cajero automático debido a su estatus de villano principal.
Durante la historia de Dark Reign, Taskmaster es elegido para liderar la Iniciativa de la Sombra después de la invasión Skrull, con su primera misión para derribar la celda de Hardball de HYDRA en Madripoor. Junto con Constrictor, Bengal, Typhoid Mary y Komodo, Taskmaster encabeza sigilosamente al grupo hacia el país, pero son descubiertos por HYDRA. Norman Osborn nombra a Taskmaster para entrenar criminales para la nueva Iniciativa, para comportarse como héroes. Su primera tarea es volver a entrenar a Penance. Además, cuando Blastaar toma el control de la prisión de la Zona negativa 42, se le ordena a Taskmaster que encabece a un escuadrón para recuperar la prisión. Más tarde, le da a Night Thrasher una grave herida de bala en la cabeza, lo que le permite a Osborn tomar prisionero a Night Thrasher. Cuando Emma Frost y Namor renuncian a la Camarilla, se le ofrece una membresía a Taskmaster. Taskmaster estuvo presente en una reunión en la que Osborn habla sobre Asgard. Está gravemente herido en la reunión como resultado de un ataque del Doctor Doom. Mientras se recuperaba en un hospital, Taskmaster se negó a unirse a la Camarilla. Osborn cortó el tanque de oxígeno junto a la cama de Taskmaster, recordándole que fue Osborn quien lo sacó de la oscuridad. Taskmaster luego acepta unirse al asedio de Asgard. Durante la batalla, pelea con las dos versiones del Capitán América (Steve Rogers y Bucky Barnes). A medida que Asgard cae, Taskmaster encuentra a Constrictor y los dos vencen a una retirada precipitada, pero no antes de que Taskmaster se burle de Osborn acerca de cómo Taskmaster ayudó a Deadpool. Después de la derrota de Osborn por parte del Capitán América y Iron Man, Taskmaster y Constrictor volvieron al trabajo mercenario.
Se ha difundido un falso rumor de que Taskmaster está filtrando información sobre el inframundo criminal al nuevo régimen "heroico" de Steve Rogers. El misterioso Org coloca una recompensa de $ 1,000,000,000 en la cabeza de Taskmaster. Las hordas de AIM, HYDRA, el Imperio Secreto, ULTIMATUM, los Ninjas Cibernéticos, los Picadores Negros, la Mafia Gabardina, las Legiones de los Relámpagos Vivos, los Milicianos, los Hijos de la Serpiente, y la Inquisición toma la persecución para reclamar el dinero. Taskmaster, emboscado en un pequeño restaurante, logra superar a sus oponentes. Pero la camarera del comensal, Mercedes Merced, se enreda en la saga y se incluye en la recompensa. Taskmaster le revela a Mercedes que sus poderes hacen que pierda su memoria explícita, lo que significa que no puede recordar nada sobre su vida personal, y que la única manera de que termine la dura prueba es volver a descubrir los orígenes de Taskmaster. Taskmaster y la búsqueda de Mercedes los llevan a México para luchar contra el Don de los Muertos, y luego a Bolivia a la aldea donde todos son Hitler. Dentro de una réplica exacta del Castillo de Wewelsburg de Himmler, Taskmaster recupera sus recuerdos. Recuerda ser el agente de S.H.I.E.L.D., Tony Masters que había sido enviado a Bolivia para despedir a Horst Gorscht, el científico nazi responsable de una versión corrupta del suero de súper soldado. Gorscht había desarrollado un nuevo suero que podía desbloquear el potencial de la mente para absorber el conocimiento de forma instantánea. Con el suero de Gorscht y las notas de prueba destruidas, Masters se inyectó el último del suero en sí mismo. Después de haber recuperado estos recuerdos, Taskmaster reconoce que la voz de Mercedes es la misma que "The Hub", una voz misteriosa que trabaja para la Org. Taskmaster le dispara a Mercedes en el hombro y amenaza con matarla si no empieza a hablar. Mercedes revela que la Org es un frente de S.H.I.E.L.D., y que ella no es solo un agente, sino también la esposa de Taskmaster, Redshirt Uber-Henchman, revela su engaño y conspiración para dominar al criminal clandestino utilizando Taskmaster para guiarlos directamente a la Org. Redshirt lidera el Frente de Liberación Internacional de los Minions (o el acrónimo MILF para abreviar) en la batalla contra el Maestro de tareas y Mercedes. Mercedes convence al Taskmaster para que confíe en ella y trabajen juntos para defenderse de las fuerzas del MILF. Durante la batalla, Taskmaster recupera sus recuerdos de Mercedes y cómo se enamoró de ella. Antes de que puedan reconciliarse, Taskmaster es atacado por detrás por Redshirt, quien ha alterado genéticamente su cuerpo y ha dominado las habilidades de combate superiores a las de Taskmaster. Redshirt gana la ventaja cuando el par se empuja al límite. Mercedes intenta intervenir para proteger a su esposo, pero es echada a un lado de manera rápida y sin esfuerzo. Enfurecido, Taskmaster ataca a Redshirt y lanza un golpe mortal utilizando el propio estilo de lucha de Redshirt (lo que hace que Taskmaster pierda sus recuerdos una vez más).
La estudiante de la Academia Vengadores, Finesse más tarde busca a Taskmaster, pensando que él puede ser su padre perdido hace mucho tiempo. Cuando encuentra a Taskmaster, Finesse termina entrenando con él. Después de mucho entrenamiento, Taskmaster finalmente se rinde para decirle a Finesse que muy bien podría ser su padre, pero que los poderes para aprender mucho sobre los movimientos y técnicas de otros le han hecho olvidar cosas importantes en la vida. Sabiendo que probablemente no recordará la conversación en un par de días, Taskmaster le dice a Finesse que quería pelear con ella para que pudiera recordarla.
Durante la historia de Fear Itself, Taskmaster acude en ayuda de Alpha Flight cuando se trata de formar una resistencia contra el Partido de la Unidad que fue formado por Maestro del Mundo.
Para que los Maestros del Mal obtuvieran la Corona de Lobos para el Consejo de la Sombra, Max Fury contrató a Taskmaster para que la recuperara solo para que Taskmaster exigiera más dinero para el trabajo y se escondió en el Hoyo. Los Vengadores Secretos fueron al Agujero para obtener la Corona de Lobos antes de que Fury lo tomara de las manos. Esto llevó a una pelea entre Taskmaster y el Agente Venom. Sin embargo, Taskmaster escapó y le devolvió la corona a Fury, solo para que Max aparentemente matara a Taskmaster cuando le pide el pago. Cuando los efectos de la corona no funcionan para Max, Taskmaster toma la corona por sí mismo, lo que le salva la vida al convertirlo en el Avatar del Abismo. A medida que el abismo se extiende, los miembros de los Vengadores Secretos, Venom y Ant-Man pueden quitar la corona y detener la propagación, mientras que Taskmaster y los Maestros del Mal se quedan atrás cuando los Vengadores se van con Max bajo su custodia.
Los criminales de Bagalia encarcelan a Taskmaster y se están preparando para ofrecerle al mejor postor. S.H.I.E.L.D. y los Vengadores Secretos vienen a rescatarlo y ofrecerle un puesto. Como su hombre interior, Taskmaster es parte del nuevo Consejo Superior de A.I.M. como Ministro de Defensa. Pájaro Burlón luego va a la isla A.I.M. para ayudar a Taskmaster a ayudar a establecer contacto entre los drones I.A. de Iron Patriot y James Rhodes. Después de que la misión se dirige al sur y Pájaro Burlón se queda varado en la isla A.I.M., Taskmaster trabaja en secreto para liberarla. Pero cuando él tiene la oportunidad de sacarla de la isla, ella no responde a nada de lo que él dice hasta que ambos sean capturados. Mientras estaba siendo interrogado, Taskmaster es asesinado y parece ser asesinado por Pájaro Burlón aparentemente bajo el control del Científico Supremo. Sin embargo, Mentallo descubrió que Pájaro Burlón se perdió a propósito los signos vitales y Taskmaster sobrevivió.
En el momento en que el Capitán América se lavó el cerebro para convertirse en un agente durmiente de Hydra por el clon de Red Skull usando los poderes de Kobik, Taskmaster se mudó a Bagalia donde se convirtió en su sheriff.
Cuando Taskmaster y Black Ant (la contraparte del Life Model Decoy de Eric O'Grady) descubrieron lo que se hizo al Capitán América para que se convirtiera en un agente durmiente de Hydra, planeaban tener una conversación con Maria Hill para discutir esto solo con la nueva Madame Hydra (Elisa Sinclair) para llegar a ellos primero. Impresionada con las habilidades de combate de las dos, Madame Hydra los convirtió en guardaespaldas.
Durante la historia del "Imperio Secreto", Taskmaster aparece como miembro de los Vengadores de Hydra. Durante la batalla en Washington D. C., Taskmaster y Black Ant son testigos de que su compañero Odinson tiene suficiente trabajo para Hydra y los golpea. Los dos desertan de Hydra y liberan a los Campeones cautivos. Cuando Taskmaster y Black Ant les piden que les pongan una buena palabra, Spider-Man los empuña de todos modos.
Taskmaster y Black Ant atacaron más tarde la Universidad Empire State donde el Dr. Curt Connors estaba dando una clase. Como el chip inhibidor evita que Connors se convierta en Lagarto, Peter Parker se escabulle para convertirse en Spider-Man. Durante su pelea con Black Ant y Taskmaster, Spider-Man está expuesto al Isotope Genome Accelerator que lo separa de su lado de Peter Parker.
En un preludio a "Hunted", Taskmaster y Black Ant trabajan con Kraven el Cazador y Arcade en la captura de algunos personajes de temática animal para su próxima caza. Black Ant y Taskmaster están hablando de la caza. Taskmaster traiciona a Black Ant diciendo que Black Ant es un villano con temática animal y usa una Taser para Black Ant para obtener más dinero. El Lagarto encuentra a Taskmaster en la ventana emergente sin nombre. El Lagarto procede a envenenarlo echando un veneno en su cerveza. El Lagarto le ofrece a Taskmaster el antídoto si puede llevarlo a Central Park. Mientras viajan allí, el Lagarto y Taskmaster derrotan a Vermin, liberando a transeúntes inocentes. Taskmaster ayuda a colocar un chip Taser en el cuerpo de Lizard y lo lleva a Arcade. Taskmaster libera al Lagarto de sus ataduras y al Lagarto le dice a Taskmaster que el veneno desaparecerá en 24 horas. Taskmaster se escapa con Black Ant antes de que Yellowjacket, Human Fly, Razorback, Sapo y Conejo Blanco puedan vengarse de él. Cuando se van, Taskmaster afirma que Black Ant habría hecho lo mismo por él. Cuando Black Ant pregunta "¿Te refieres a la parte de traición o a la parte de rescate?" Todo lo que Taskmaster puede decir es "¡sí!".
Durante la historia de "King in Black", Taskmaster se encuentra entre los villanos reclutados por el alcalde Wilson Fisk para ser parte de sus Thunderbolts en el momento de la invasión de Knull. Mientras discutía con Señor Miedo sobre quién fue el primer villano en usar una máscara de calavera, Taskmaster se convierte en el líder de campo de facto del grupo. Tras la muerte de Ampere y Snakehead, Taskmaster no pudo evitar que Rhino se marchara y les dice a los miembros restantes que no ayuden a los Defensores de Manhattan. Él y los Thunderbolts llegan a Ravencroft para reunirse con Norman Osborn, quien, según el alcalde Fisk, puede ayudarlos a derrotar a Knull.
Al final del arco de "The Chameleon Conspiracy", Extranjero contrató a Taskmaster y Black Ant para ayudar a vengarse de Spider-Man.
Durante la historia de "Sinister War", Taskmaster estaba con el Extranjero, Black Ant, Chance, Jack O'Lantern y Slyde cuando Kindred los envía a atacar a Spider-Man después de que Kindred interrumpiera el robo de su vehículo blindado.
Durante la historia de "Devil's Reign", Taskmaster aparece como miembro de la última encarnación de los Thunderbolts del alcalde Wilson Fisk en el momento en que el alcalde Fisk aprobó una ley que prohíbe la actividad de superhéroes. Él y Whiplash mantienen como rehenes al personal del Daily Bugle para sacar a Spider-Man. Taskmaster afirma que la persona que lo contrató tiene un archivo incompleto sobre Spider-Man mientras Taskmaster lucha contra Spider-Man hasta el punto en que Whiplash es incitado a atacarlo. A pesar de estar debilitado por Whiplash, Spider-Man intenta preguntarle a Taskmaster si pueden sacarlo mientras Taskmaster le coloca un collar amortiguador de energía y lo arroja por la ventana. Spider-Man usa sus redes para frenar su descenso al suelo mientras los agentes de la policía de Nueva York se acercan a él.

## Trabajo en solitario
Durante un tiempo, Taskmaster, trabajó como un mercenario durante el cual se publicó su propio cómic: Supervisor (Serie Limitada de 4 números en 2002 y un 2o volumen, nuevamente con 4 números, en 2010-2011).
En ellas luchó en contra de enemigos tales como Iron Man y Mrs.Bain (el enemigo principal en la historia).

## Poderes y habilidades
Taskmaster se inyectó con la imprimación de SS-Hauptsturmführer Horst Gorscht, una modificación elaborada del cortisol esteroide suprarrenal diseñado para desbloquear el potencial de memoria de procedimiento de la mente. Taskmaster adquirió así la capacidad de absorber conocimientos de forma instantánea. Esta habilidad está vinculada a su memoria muscular, lo que le permite replicar instantáneamente el movimiento físico de los humanos de nivel máximo. Usando estos "reflejos fotográficos", el Taskmaster es altamente experto en varias formas de combate, como un excepcional artista marcial (imitando a Elektra, Puño de Hierro, Shang-Chi), un experto espadachín (Caballero Negro, Samurái de Plata, Espadachín), un tirador mortalmente preciso (Capitán América con un escudo, Hawkeye con arco y flecha, Punisher con armas de fuego y Bullseye con varios tipos de proyectiles), además de mostrar una habilidad atlética vigorosamente afilada (Pantera Negra, Daredevil). Una vez que Taskmaster ha dominado los movimientos de un oponente, puede predecir su próximo ataque. La única persona que es capaz de contrarrestar las habilidades de Taskmaster es Deadpool, cuya personalidad maníaca lo hace casi imposible de predecir. Un efecto secundario del cebador es la pérdida severa de memoria declarativa. Cuantos más recuerdos implícitos (es decir, conocimientos y habilidades) aprenda, más recuerdos explícitos (es decir, experiencia personal) perderá. Debido a su pérdida de memoria explícita, la Org (Mercedes Merced) ha actuado como memoria sustituta de Taskmaster, su banquero y su manejador durante toda su carrera criminal.
Al ver un video en avance rápido, Taskmaster puede aprender a replicar el movimiento humano a una velocidad casi sobrehumana. Sin embargo, esto pone a su cuerpo bajo una tensión intensa y solo se puede utilizar durante cortos períodos de tiempo. También tiene la capacidad de manipular sus cuerdas vocales para imitar las voces de los demás. Una vez se demostró que el Taskmaster tenía acuafobia (miedo al agua), aunque terminó superándola.

### Armas
Como es capaz de replicar numerosas técnicas de lucha, Taskmaster lleva un extenso arsenal de armas en su persona, generalmente una espada y una réplica del escudo del Capitán América. También lleva un arco y un carcaj de flechas, un club billy, un lazo, un nunchaku, dardos y varias armas de fuego. El Taskmaster una vez usó un dispositivo S.H.I.E.L.D. robado que fue capaz de crear varias formas de armamento (como flechas y escudos) usando energía sólida.

## La Org (Mercedes Merced)
La Org es el secreto criminal clandestino que une a todas las organizaciones criminales y terroristas. En realidad, Mercedes Merced es la manejadora de S.H.I.E.L.D. de Taskmaster, haciéndose pasar por la Org y el Hub (la voz de la Org), para guiarlo a través de su pérdida de memoria y reunir información sobre el inframundo criminal. Mercedes también es la esposa de Taskmaster, ya que estuvo felizmente casada mientras ambos eran agentes de S.H.I.E.L.D. Como resultado de los poderes de Taskmaster, sus recuerdos explícitos de Mercedes se perdieron y no tenían ningún recuerdo de estar casados.
Cuando S.H.I.E.L.D. fue clausurada por Norman Osborn, Mercedes se desvinculó y continuó su papel como manejadora de su marido. Sin embargo, cuando alguien que afirmaba ser el Org, colocó una recompensa de un billón de dólares en la cabeza del Taskmaster, Mercedes se vio obligada a romper su tapadera y luchar junto a su marido contra Redshirt y el Frente de Liberación Internacional de los Secuaces. Una vez que sus enemigos fueron derrotados, y el Maestro de tareas una vez más olvidó quién era ella, Mercedes regresó tristemente a su rol anterior.

## Alumnos conocidos
Los siguientes personajes han sido entrenados por Taskmaster:
- Agente X[68]
- Annex[69]
- Blood Spider[18]
- Crossbones[70]
- Cutthroat[71]
- Internos de Deadpool[72]
  - Deadair
  - Deadend
  - Deadweight
- Death-Shield[18]
- Delroy Garrett[69]
- Diamondback[73]
- Amo de los Muertos[74]
- Geiger[75]
- Jagged Bow[18]
- Sunstreak[76]
- U.S. Agent[77]

## Otras versiones
En muchos otros títulos dentro de diferentes líneas temporales Marvel, Taskmaster, ha hecho numerosas apariciones menores.

### Deadpool mata al Universo Marvel
Este aparece como el personaje final y definitivo, muere a manos de Man-thing, para que luego Deadpool termine yéndose a otra dimensión.

### What If
En la serie What If, en el número titulado "What If...Steve Rogers had refused to give up being Captain America?" vol. 2 #3 (1989). Él entrena al Super Patriota y a los Buckies para reemplazar al Capitán América.

### Covenant of the Shield
Una versión alterna de Taskmaster aparece en Avataars: Covenant of the Shield #1 (2000) donde el Universo Marvel es re-imaginado como una fantasía. En esta realidad, Taskmaster, es un asesino a sueldo conocido como Deathmaster.

### Marvel Universe Millennial Visions 2001
En Marvel Universe Millennial Visions 2001 (2002), dentro del arco argumental Thunderbolts: Give a Guy a Break, Hawkeye para redimirse comienza a atacar villanos y forzarlos a unirse a los Thunderbolts. Taskmaster aparece como uno de los villanos hipnotizados por Ringmaster para unirse a los Thunderbolts.

### JLA/Avengers
En JLA/Avengers #4 (2004), parte de la línea del Crossover Marvel/DC, Taskmaster es uno de los villanos que luchan con Batman, Pantera Negra, Viuda Negra y Cazadora en la batalla final contra Krona.

### Marvel Apes
Una versión primate de Taskmaster hace cameos en los títulos Marvel Apes: Evolution Starts Here #1 (2009), Marvel: Apes: Speedball Special #1 (2009) y Marvel Apes:Grunt Line Special #1 (2009).

### Marvel Universe vs The Punisher

Logo de las colecciones MAX.

En Marvel Universe Vs. The Punisher #4 (2010), cuando el Universo Marvel es infectado por una plaga caníbal, Taskmaster es asesinado cuando Red Hulk le arranca la cabeza.

### Deadpool MAX
Una versión femenina de Taskmaster apareció en la parte de la serie MAX de Deadpool Max #5 (2010). Esta versión se convierte en una figura maternal para la versión joven de Deadpool cuando su familia es asesinada.

### House of M
En la realidad de House of M, Taskmaster, aparece como un miembro de La Hermandad, aun cuando los humanos eran vistos como gente de segunda clase. Sin embargo, después de ser vencido por Luke Cage por el asesinato de Tigra, se descubre que él era un humano pretendiendo ser mutante.

### Marvel vs Capcom
En Marvel Vs. Capcom: Fate of Two Worlds #1 (2011), Taskmaster, aparece basándose en su aparición en Marvel vs. Capcom 3: Fate of Two Worlds. Aparece brevemente en Latveria, ha sido contratado por el Dr. Doom para ayudar en la invasión de la segunda Tierra y se vuelve cada vez más impaciente debido a la incapacidad de Albert Wesker para vincular completamente los dos mundos.

### Ultraverso
Taskmaster aparece en la serie Ultraverso como un personaje secundario en las series Siren (1995), Siren #1-3 (1995) y Siren Special #1 (1996).

### Era de Ultron
En Age of Ultron, Taskmaster, aparece en Chicago con Pantera Negra y Red Hulk tratando de robar planos y tecnología de los centinelas Ultron. Con éxito al hacerlo, Red Hulk retiene a los secuaces de Ultron para permitir que Taskmaster y Pantera Negra escapen. Cuando Taskmaster trata de huir con uno de los Centinelas de Ultron, Red Hulk le dice que no confía en él, y luego lo mata.

### Ultimate Marvel
La versión Ultimate Marvel de Taskmaster es un mercenario afroamericano. Contratado por Phillip Roxxon, se enfrenta a Spider-Man, Spider-Woman, Cloak y Dagger y Bombshell, y muestra la capacidad de absorber y canalizar superpoderes basados en energía. Taskmaster es finalmente derrotado por los jóvenes superhéroes aficionados.

## En otros medios

### Televisión
- Taskmaster aparece en varios episodios de la serie Ultimate Spider-Man, primera temporada, en su versión original en inglés interpretado por Clancy Brown.[96][97] En esta versión él es un exagente de S.H.I.E.L.D. que conoció a Nick Fury, es un asesino a sueldo y un maestro del disfraz, que tiene la habilidad de duplicar y predecir los movimientos de cualquier persona simplemente mirándolos:
  - En su primera temporada, episodio "Por qué Odio Educación Física", es contratado por el Doctor Octopus para encontrar a Spider-Man. Mientras se disfraza como un profesor de gimnasia sustituto para infiltrarse en la escuela Midtown High, Peter Parker "falla" el curso de gimnasia especial, sin embargo, Flash Thompson y Harry Osborn se encuentran entre los sospechosos del mercenario. Taskmaster más tarde se enfrentará a Spider-Man y White Tiger. Inicialmente victorioso, Taskmaster termina derrotado cuando Spider-Man y White Tiger cambian sus técnicas de lucha. Su teoría de la identidad secreta también está equivocada cuando Thompson y Osborn están junto a Spider-Man antes de escapar.
  - En la segunda temporada, episodio "Deadpool regresa", Taskmaster lidera su propio equipo de acólitos y ha robado a S.H.I.E.L.D., encriptando información que involucra identidades secretas de muchos superhéroes. Después de que su ejército de ninjas sea derrotado, Taskmaster intenta luchar contra Deadpool pero fue en vano debido a la naturaleza impredecible de Deadpool. Spider-Man finalmente descubre que Taskmaster realmente robó la lista S.H.I.E.L.D. de Deadpool.
  - Tras este capítulo pasa a ser un personaje recurrente en el resto de la serie, más aún en su 3.ª temporada:
    - En el episodio, "El Agente Venom", se esfuerza por reclutar jóvenes superhéroes incipientes para sus propios propósitos siniestros, por lo que tiene un conflicto regular con Spider-Man. Primero recluta al Escarabajo para recuperar una muestra de Venom producido en masa simbionte, lo que lleva a un enfrentamiento con Spider-Man y el Agente Venom. Aunque Escarabajo es derrotado por Spider-Man y el Agente Venom, Taskmaster escapa y luego piratea la información de S.H.I.E.L.D. sobre diferentes héroes jóvenes
    - En el episodio, "Capa y Daga", aparece al final cuando logra manipular con éxito a Capa y Daga en su programa de entrenamiento.
    - En el episodio, "La Nueva Araña de Hierro", intenta robar la armadura de Araña de Hierro haciéndose pasar por un oficial de S.H.I.E.L.D. (interpretado por Stan Lee) y reclutando a Amadeus Cho para su causa. Taskmaster lucha contra Spider-Man, pero pierde la armadura contra Cho. Taskmaster eventualmente es derrotado por Spider-Man y Araña de Hierro, pero escapa nuevamente.
    - En el episodio, "El Buitre", obtiene algunos datos de Doc Ock, y Taskmaster manipula al Buitre sobre su costado.
    - En el episodio, "El Hombre Araña Salvaje", Taskmaster trata de reclutar a Ka-Zar, mientras que Kraven el cazador quiere sacrificar a Zabu por la inmortalidad, pero ambos se ven frustrados por Spider-Man y Wolverine.
    - En el episodio, "Los Nuevos Guerreros", después de meses de planificación, Taskmaster lleva a su equipo de infiltrarse en el Tri-Carrier de S.H.I.E.L.D. El manda a Capa de alejar al equipo clásico de S.H.I.E.L.D. (Power Man, Puño de Hierro, Nova y White Tiger) y el equipo de Taskmaster combate a los Nuevos Guerreros, manipulando al Agente Venom y Araña de Hierro para liberar a varios supervillanos dirigidos por el Duende Verde; Taskmaster se revela de haber estado bajo el empleo del Duende para un descanso a cabo. Durante otra pelea entre el equipo de Taskmaster y los Nuevos Guerreros, Capa y Daga se dieron cuenta de ser engañados por Taskmaster y el Duende permanece con el Buitre. Mientras que los supervillanos escapan de combatir a los Nuevos Guerreros, el Duende recupera el Sitio Peligroso, Taskmaster lucha personalmente con Spider-Man de uno-a-uno, pero finalmente es derrotado por Spider-Man.
    - En el episodio, "Concurso de Campeones, parte 1", sale de cameo encapsulado por el Gran Maestro.
- Taskmaster aparece en la cuarta temporada de Avengers: Secret Wars, episodio, "Muestra tu Trabajo", interpretado de nuevo por Clancy Brown.[98] Se alió con los Nuevos Vengadores, asistiendo a regañadientes a Ms. Marvel y Visión con los planes de MODOK para repoblar la Tierra con clones. En la quinta temporada como Avengers: Black Panther Quest, episodio "The Night Has Wings", Taskmaster y sus secuaces han robado un hiper-cañón en su avión hasta que Pantera Negra se estrella contra su atraco. El vuelo resultante hace que el hiper-cañón dañado explote mientras la Pantera Negra coloca a Taskmaster en la misma trampa atrapante que sus secuaces. Pantera Negra aterriza en su bote mientras las autoridades detienen a Taskmaster y sus secuaces.

### Películas
- Taskmaster aparece en Avengers Confidential: Black Widow & Punisher.
- Taskmaster aparece en la película de animación 2014, Heroes United: Iron Man and Captain America, interpretado de nuevo por Clancy Brown. Es contratado por Red Skull para luchar contra el Capitán América y Iron Man.
- Una encarnación femenina de Taskmaster aparece en el Universo cinematográfico de Marvel, interpretada por Olga Kurylenko.[99]Esta versión es la hija desfigurada del General Dreykov llamada Antonia Dreykov.
  - En Black Widow (2021), Taskmaster completa misiones para la Habitación Roja antes de que Natasha Romanoff deshaga su lavado de cerebro.[100]
  - En Thunderbolts* (2025), ella vino a trabajar para Valentina Allegra de Fontaine antes de que Antonia fuera asesinada por Ghost en la misma bóveda de evidencia donde Fontaine la habría matado a ella, a Ghost, a Yelena Belova y al U.S. Agent mediante incineración.

### Videojuegos
- Aparece como personaje jugable en el videojuego: Marvel vs. Capcom 3: Fate of Two Worlds.[101][102]
- Taskmaster aparece como uno de los villanos en Marvel: Avengers Alliance en operaciones especiales 11. Posteriormente ha sido puesto en libertad como un personaje desbloqueable.
- Taskmaster aparece en Lego Marvel Super Heroes.
- Taskmaster aparece en Captain America: The Winter Soldier - The Official Game.
- Taskmaster aparece en el juego móvil Marvel Avengers Academy.
- Taskmaster aparece en el videojuego Spider-Man de 2018,[103] con la voz de Brian Bloom.[104] Esta versión es un mercenario muy hábil que usa armas y tecnología avanzadas y puede copiar el estilo de lucha de cualquier persona simplemente observándolas por unos momentos. Taskmaster establece una serie de desafíos laterales alrededor de la ciudad para probar las habilidades de Spider-Man, antes de involucrarse en la lucha. Spider-Man finalmente lo derrota y Taskmaster revela que fue contratado por una organización para ver si valía la pena reclutar a Spider-Man, antes de desaparecer.
- Taskmaster aparece en el juego móvil Marvel Strike Force.
- Taskmaster es el primer enemigo jefe que aparece en el videojuego Marvel's Avengers de 2020.
- Taskmaster aparece como personaje jugable en el videojuego Fortnite: Battle Royale, mediante un paquete de pago llamado "Realeza y Guerreros" en el cual incluye a los personajes de Capitana Marvel y Pantera Negra.
- Aparece como personaje jugable en el videojuego Marvel Contest of Champions.